# 李自虚
梁国恭靖公主李自虚（8世纪—850年12月17日），唐朝公主，是中国唐朝第十代皇帝唐顺宗李诵次女。她的生母是庄宪皇后王氏。初封咸宁郡主，永贞元年（805年），由信安郡主进封普安公主。嫁给了郑何。郑何是唐肃宗女纪国公主与郑沛的儿子、秘书少监。普安公主追封梁国公主，谥号恭靖。